# Pen y Fan
Pen y Fan – szczyt w masywie górskim Brecon Beacons, najwyższy szczyt południowej Walii (Wielka Brytania), o wysokości 886 m n.p.m. Szczyt znajduje się w obrębie Parku Narodowego Brecon Beacons, na terenie należącym do organizacji National Trust.
Szczyt jest najwyższym w hrabstwie Powys, a jednocześnie najwyższym w południowej części Wielkiej Brytanii. Najbliższy wyższy szczyt (zarówno w linii prostej, jak i wzdłuż południka) to oddalony o 96 km na północny zachód Cadair Idris w Snowdonii. Wybitność Pen y Fan wynosi 668 m.
Przez wierzchołek przebiegają turystyczne szlaki piesze Beacons Way oraz Cambrian Way. Trasy turystyczne wiodące na szczyt należą do najpopularniejszych w Walii. Przy dobrej widzialności ze szczytu rozciąga się widok na Kanał Bristolski, półwysep Gower, Góry Kambryjskie i masyw Black Mountains.
Na szczycie znajduje się kamienny kopiec z epoki brązu, o średnicy 16 m, odkopany w 1991 roku i zrekonstruowany. 